# Fernelmont
Fernelmont (in vallone Ferneamont) è un comune belga di 6 749 abitanti situato nella provincia vallona di Namur.